# Biotransformación

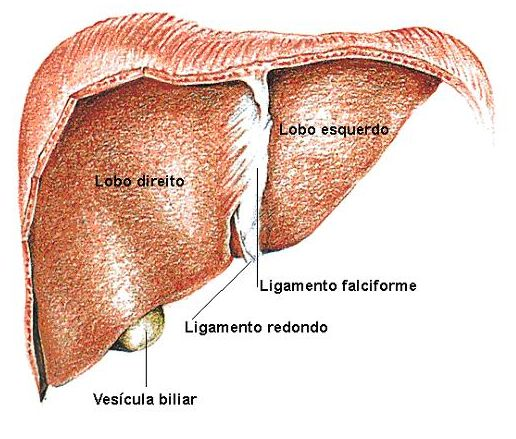
En animales, la biotransformación ocurre principalmente en el hígado, riñones y pulmones.

En sentido amplio la biotransformación es el proceso mediante el cual un organismo vivo modifica una sustancia química transformándola en otra diferente.

## Farmacología y toxicología
En farmacología y toxicología se aplica el término biotransformación para designar los procesos bioquímicos mediante los cuales, los fármacos y sustancias tóxicas se transforman en otras moléculas en el interior del organismo. La mayor parte de las reacciones de biotransformación tienen lugar en el hígado, aunque también pueden realizarse en otros órganos, como la mucosa del intestino, el riñón y el pulmón.

### Reacciones metabólicas
Se citan a continuación las reacciones metabólicas implicadas con más frecuencia en el proceso de biotransformación, todas ellas catalizadas por enzimas específicas, por ejemplo las hidrolasas que realizan la hidrólisis.
- Oxidación.
- Hidroxilación.
- Desalquilación.
- Desaminación.
- Hidrólisis.

### Consecuencias farmacológicas de la biotransformación
Existen varias posibilidades:
- Transformación de una sustancia inactiva (profármaco) en otra con actividad farmacológica.
- Transformación de un medicamento activo en otra molécula (metabolito activo) que también posee propiedades farmacológicas.
- Transformación de un medicamento activo en otra molécula inactiva.
- Inactivación de una sustancia tóxica.
- Transformación de una sustancia con propiedades farmacológicas en un metabolito tóxico.

## Factores extrínsecos e intrínsecos en la biotransformación de tóxicos

### Intrínsecos

#### Liposolubilidad
Existen sustancias con una liposolubilidad tan elevada que resultan metabólicamente estables y se acumulan en el tejido adiposo.
Ejemplo: DDT, bifenilos policlorados

#### Unión a proteínas plasmáticas
Competencia por unión a proteínas plasmáticas y el consecuente desplazamiento de los distintos xenobióticos. El xenobiótico ha de estar en su forma libre para que se produzca su metabolismo y acción tóxica.

#### Dosis
La dosis va a condicionar la cantidad de una sustancia tóxica o de su metabolito característico en el lugar en el que producen su efecto. Así como su metabolismo y excreción.
Paracetamol: a bajas dosis se excreta el 90% como sulfato. A altas dosis se activan otras vías alternativas al metabolismo formándose compuestos intermedios que producen hepatotoxicidad. El citocromo P-450 transforma el paracetamol en N-acetil-p-benzoquinonemina (NAPQI), metabolito tóxico.

#### Vía de administración
La absorción y metabolización de los tóxicos va a depender de la vía de administración por la que penetre.
Por vía digestiva/oral: el tóxico va a absorberse o metabolizarse en el estómago en función de los sistemas enzimáticos, o las condiciones en las que se encuentre, si el estómago está lleno o vacío. La absorción se contemplará en el intestino y la metabolización en el hígado.
Por vía pulmonar: la absorción se da a mayor velocidad que en la vía digestiva. Sin embargo se está evitando los factores enzimáticos anteriores, y por tanto la metabolización será más intensa cuando el tóxico penetre por vía digestiva.

#### Vía de eliminación
Existe una vía mayoritaria para el tóxico pero en caso de intoxicación como en el metabolismo, se activan vías alternativas.

### Extrínsecos

#### Edad
Es uno de los factores extrínsecos que influyen en la biotransformación, así pues en recién nacidos hay mayor riesgo de intoxicación, puesto que estos presentan una metabolización escasa. Los recién nacidos tienen disminuida la capacidad de biotransformar fármacos y carecen de la capacidad de conjugar con ácido glucurónico (vía de eliminación de xenobióticos en el organismo).
Por otro lado, los ancianos presentan también un alto riesgo de intoxicación, dado que tienen la metabolización disminuida. En ancianos disminuye el flujo sanguíneo hacia el hígado y tienen reducida la función renal y por lo tanto su capacidad de biotransformar xenobióticos.
Ejemplo: Cloranfenicol y síndrome gris del recién nacido

#### Sexo
El sexo también influye: así, las hembras presentan mayor capacidad de biotransformación (más rápido), mientras que los machos presentan biotransformación más lenta.
La biotransformación diferente entre sexos se ve determinada por el equilibrio entre hormonas sexuales, el cual afecta a las enzimas del citocromo P-450.
Hay que tener en cuenta que la velocidad de biotransformación de xenobióticos no supone una mayor toxicidad necesariamente. Distinguiremos entre: xenobiótico activo (a mayor velocidad de biotransformación menor toxicidad para el individuo, luego menor toxicidad en machos. Ej: Organofosforados) y metabolitos activos (a mayor velocidad de biotransformación mayor toxicidad para el individuo, luego mayor toxicidad para machos. Ej: CCl4)

#### Factores genéticos
Las enzimas que participan en el proceso de biotransformación de xenobióticos van a depender de la dotación genética del individuo. Así pues, tenemos 3 tipos posibles de reacciones:
Acumulación del xenobiótico: deficiencia o ausencia de una enzima
Prolongación de la acción del xenobiótico: secuela del déficit de enzimas
Hipersensibilidad del individuo: presencia de una enzima defectuosa
Además existen polimorfismo genéticos de la población que pueden predispones a una persona a padecer enfermedades derivadas de la exposición a sustancias químicas ambientales o xenobióticos.

#### Estados fisiológicos o fisiopatológicos
Las siguientes situaciones también condicionan la biotransformación de tóxicos:
Estrés: aumenta la biotransformación  (produce un aumento de la liberación de glucocorticoides inductores de la síntesis proteica)
Insuficiencia y cáncer hepático: disminuye la biotransformación
Enfermedades infecciosas e inflamatorias: disminuyen la biotransformación hepática

#### Nutrición
La nutrición influye en tanto a la presencia de contaminantes en la dieta: pueden activar o inhibir enzimas biotransformantes.
Alterar la flora intestinal (responsable de algunas biotransformaciones)
Nutrientes y Minerales: reducen capacidad del citocromo P-450
Hipovitaminosis: altera cofactores de Fase II
Dietas hipoproteicas: disminuye enzimas microsomales hepática. No hay biotransformación, lo cual se traduce en: si el xenobiótico es activo habrá mayor toxicidad y si el que es activo es el metabolito se dará una menor toxicidad
Dietas con aporte de ácidos grasos poliinsaturados aumentan el riesgo de peroxidación y disminuye actividad del citocromo P-450.
Dietas ricas en carbohidratos reducen la actividad de enzimas del citocromo P-450

#### Actividad enzimática
La actividad enzimática dependerá de si se presenta una inducción o una inhibición enzimática.
Inducción enzimática que conlleva un aumento selectivo de la capacidad de metabolizar xenobióticos, por lo que, de nuevo, si el xenobiótico es activo habrá mayor toxicidad y si el que resulta activo es el metabolito se dará una menor toxicidad.

##### Inductores enzimáticos
La inducción enzimática tiene lugar en todos los tejidos y entre algunos inductores enzimáticos se encuentran: fenobarbital, etanol, esteroides, rifampicina y clofibratos.

##### Inhibidores enzimáticos
En la inhibición enzimática, tanto los xenobióticos como sus metabolitos correspondientes pueden inhibir a las enzimas en su centro activo, es probablemente uno de los mecanismos más comunes de toxicidad por xenobióticos. Esta inhibición puede ser tanto reversible como irreversible. Como inhibidores encontramos: insecticidas organofosforados, metales y algunos medicamentos

#### Otros

##### Especie
Las variaciones de metabolización entre especies las clasificamos en:
Cualitativas: relacionadas con vías metabólicas de la fase II. Ejemplo: la conjugación con glucurónico en mamíferos que en gatos se da con dificultad.
Cuantitativas: variaciones a nivel enzimático o por presencia de inhibidores naturales. Afectan por tanto a la fase I
Ejemplos: Caracol, conejo y cobaya no se intoxican con belladona, mientras que el cerdo puede soportar grandes dosis de arsénico.

##### Raza
La raza negra es más resistente a la mayoría de los tóxicos, ejemplo de ello la insensibilidad a midriáticos como la atropina

##### Gestación
Se reduce la actividad de numerosas enzimas (conjugación glucurónica) por un marcado efecto de la actuación de la progesterona.

##### Ritmos circadianos
En este caso van a modificar la toxicidad en relación con el tiempo, se experimentan oscilaciones periódicas que se reflejan en la toxicidad.
Actividad cardíaca y respiratoria (máxima a las 7-19h, mínima 24h)
Sueño
Temperatura corporal (máxima a las 12h, mínima 4-6h) 
Síntesis de hormonas (los corticoides son máximos a las 6h)
Concentraciones de iones en orina
Variaciones de pH en orina (más ácida por la mañana)
Variaciones en el volumen de orina 
Ejemplos:
Alérgenos producen mayor liberación de histamina y de respuesta alérgica a las 23h y mínima a las 11h
Afectación alcohólica entre las 20-10h
El Ácido Acetilsalicílico se elimina más rápidamente cuando se toma a las 19h
Las anfetaminas se excretan más rápidamente por la mañana
Crisis asmáticas máximas entre 21-6h, el conjunto de agentes broncodilatadores están en su mínimo circadiano, mientras los broncoconstrictores están en su máximo

##### Factores ambientales
Condiciones climáticas.
Actividad lumínica: en verano aumenta el saturnismo; hipersensibilidad a sustancias.
Temperatura ambiental.
Presión atmosférica: La reacción de los tóxicos con los receptores es más intensa al aumentar la presión atmosférica.
Ruido: movimiento vibratorio-linfa.